# Yvan Beck
Cet article concerne le footballeur. Pour le vétérinaire, voir Yvan Beck (vétérinaire).
Pour les articles homonymes, voir Beck.
Yvan Beck, né Ivan Bek (serbe en écriture cyrillique : Иван Бек), né le 29 octobre 1909 à Belgrade en Serbie et décédé le 2 juin 1963 à Sète en France, était un footballeur international yougoslave puis international français. Il a été naturalisé français en 1933.

## Biographie
Devenu Yvan Beck à la suite de sa naturalisation par un décret présidentiel signé le 6 décembre 1933 et paru au Journal officiel le 10 décembre suivant, il compte cinq sélections en équipe de France A de 1935 à 1937 alors qu'il était sociétaire du FC Sète puis de l'AS Saint-Étienne. Il fut également international yougoslave avec 7 sélections pour 4 buts entre 1927 et 1931. Avec la sélection yougoslave, il fut demi-finaliste de la Coupe du monde 1930 (3 matchs et 3 buts lors de ce mondial).
En club, il joua en Yougoslavie pour le BSK Belgrade (1925-1928) puis pour le FK Mačva Šabac (1928) avant de rejoindre le FC Sète en 1928 où il fait ses débuts le 6 mai 1928. Avec les Dauphins, il remporte la Coupe de France 1930 et signe le doublé coupe-championnat en 1934. Il fut également finaliste de la Coupe de France en 1929. Il est transféré à l'AS Saint-Étienne en 1935 où il évolue jusqu'en 1939 avant de rejoindre le Nîmes Olympique (1940-1942).
Il est entré ensuite dans la résistance à l'occupant allemand et a dirigé le maquis FTP de Bayons. Il a contribué à la libération des prisonniers de la Citadelle de Sisteron.
Ce milieu de terrain offensif très technique qui enchanta les foules connut une après carrière difficile et tomba complètement dans l'oubli et la misère. Une collecte fut organisée à Sète en 1951 par Georges Bayrou pour lui venir en aide. Il meurt d'une crise cardiaque en juin 1963 et est enterré au cimetière Le Py de Sète le 15 juin 1963. Les sources divergent sur la date exacte de son décès.

## Style de jeu
Yvan Beck est considéré comme l'un des plus grands joueurs yougoslaves de sa génération/de l'histoire et l'un des plus grands joueurs de l'histoire de l'ASSE[réf. souhaitée]. Il a été l'un des premiers footballeurs à être payé[réf. nécessaire].
Les archives manquent pour évoquer ce joueur, mais ce qu'on peut dire c'est qu'il pouvait évoluer un petit peu partout, capable de jouer en tant qu'avant-centre principalement, mais aussi second attaquant, neuf et demi, et milieu de terrain offensif (numéro 10).
Selon les témoignages de l'époque, il était techniquement au dessus de la moyenne par sa grande habileté a contrôler le ballon malgré les conditions de l'époque (ballon en cuir), maîtrisant des gestes peu communs pour l'époque (feinte de frappe, sombrero, etc.). Il avait apparemment une très bonne qualité de passe et une bonne vision du jeu.
Avec une palette offensive très complète avec un bon jeu des deux pieds, un bon jeu de tête aidé par son mètre 96 et une bonne détente, et bien entendu une finition chirurgicale, il avait un ratio de réussite très impressionnant. Il marqua notamment lors de la première Coupe du monde, en 1930, trois buts en trois matchs. 
Il était décrit comme un fêtard par ses coéquipiers. Selon certains d'entre eux, il pouvait boire pendant sa carrière un litre d'alcool par jour.

## Carrière en club
- 1925-1928 : BSK Belgrade ( Royaume des Serbes, Croates et Slovènes)
- 1928 : Mačva Šabac ( Royaume des Serbes, Croates et Slovènes)
- 1928-1935 : FC Sète ( France)
- 1935-1939 : AS Saint-Étienne ( France)
- 1940-1942 : Nîmes Olympique ( France)

## Carrière internationale
- 7 sélections pour 4 buts en équipe de Yougoslavie A (1927-1931)
- 5 sélections en équipe de France A (1935-1937)

## Palmarès
- Champion de France 1934 avec le FC Sète
- Vainqueur de la Coupe de France 1930 et 1934 avec le FC Sète
- Finaliste de la Coupe de France 1929 avec le FC Sète
- Demi-finaliste de la Coupe du monde 1930 avec la Yougoslavie